# Cia. dos Livros
Cia. dos Livros foi uma empresa brasileira com atuação em e-commerce para a venda de livros online e que chegou a possuir treze livrarias físicas pelo Brasil. Ela faz parte do Grupo BookPartners com sede em Jandira, em São Paulo. Em 2018 o grupo entrou em recuperação judicial. Sua falência foi decretada pela  1ª Vara de Jandira em 9 de março de 2020.

## História
Para entender o desenvolvimento da Cia. dos Livros temos que conhecer o Grupo BOOKPartners
A Distribuidora Vértice Books, fundada no final de 2004, por Carlos Henrique de Carvalho Filho, fazia parte de um grupo empresarial (holding), cuja empresa majoritária era a Editora Revista dos Tribunais – RT, organização tradicional, atuante há um século no mercado jurídico brasileiro, de grande porte no setor, ocupa o 1º lugar no ranking da produção de material jurídico para todos os públicos do segmento, com abrangência nacional. No início, a Vértice foi criada com o objetivo de participar de licitações com os livros publicados pela RT, bem como publicações de outras editoras jurídicas. Aos poucos, direcionou suas atividades para o abastecimento de bibliotecas, abrangendo o seu público-alvo presente nas universidades públicas e privadas, autarquias, estatais, órgãos públicos e escritórios de advocacia em todo o Brasil, com uma excelente relação custo-benefício, pois, com a força da marca RT, agregava seu valor, e de seus executivos, para abordar seus clientes. A partir de janeiro de 2007, além da jurídica, ampliou o seu portfólio de produtos e passou a distribuir também publicações de outras áreas do conhecimento, especialmente o CTP (científico, técnico e profissional). Passou a operar com variados gêneros literários, profissionais, acadêmicos, didáticos e técnicos, editados por editoras do país e do exterior. Em maio de 2010 a holding foi desfeita, com a venda da Editora Revista dos Tribunais para o grupo Thomson Reuters, momento em que a Vértice começou a se estruturar para trilhar o seu próprio caminho, mudando suas instalações para uma nova sede em agosto de 2010.

## Aquisição das empresas Empório do Livro e Cia. dos Livros
Antes, com foco na distribuição de livros técnicos para bibliotecas públicas e privadas, ao adquirir a Empório do Livro — premiada no ano de 2010 pela Associação Nacional de Livrarias (ANL) — em meados de 2011, a Vértice Books passou a atuar também no segmento de distribuição de livros para revenda. Esta junção resultou na criação da empresa Empório Vértice Distribuidora de Livros Ltda. Em janeiro de 2012, a Empório Vértice anunciou a aquisição da Cia. dos Livros concretizando o seu mercado B2B, integrando assim, toda cadeia do mercado livreiro.
A Empório Vértice e Cia. dos Livros de forma integrada geraram o Grupo BOOKPartners. A cadeia do setor envolve desde os autores, as pequenas e médias editoras até grandes geradores de conteúdo, além das empresas de distribuição e de gestão logística.

## Sede
A sede do Grupo fica em Jandira, a 32 km do centro de São Paulo. A nova sede tem mais de 8400 metros quadrados de área total, além de um centro de distribuição na cidade de São Paulo.

## Expansão das lojas físicas da Cia. dos Livros
No 2º semestre de 2013 a expansão de livrarias físicas da marca Cia. dos Livros iniciou com a inauguração da loja física do Shopping Barueri. Após a abertura dessa primeira franqueada foi programada a abertura de mais 13 lojas localizadas em Alagoas, Rio de Janeiro, e São Paulo.
Em apenas dois anos de operação, já recebeu o prêmio “Melhores Prestadores de Serviços de 2015", do jornal O Estado de S. Paulo.